# Белковская сельская община
Белковская сельская общи́на (укр. Білківська сільська громада) — территориальная община в Хустском районе Закарпатской области Украины.
Административный центр — село Белки.
Население составляет 20 704 человека. Площадь — 150,8 км².

## Населённые пункты
В состав общины входят 6 сёл:
- Белки
- Великий Раковец
- Заболотное
- Имстичово
- Луково
- Малый Раковец